# Erich Hückel
Erich Armand Arthur Joseph Hückel (Charlottenburg, 9 de agosto de 1896 — Marburg, 16 de fevereiro de 1980) foi um físico e físico-químico alemão. Conhecido por duas importantes contribuições:
- a teoria de Debye-Hückel das soluções eletrolíticas
- o método de Hückel de cálculo aproximado de orbitais moleculares para sistemas de elétrons π.

## Vida e obra
Hückel nasceu em Charlottenburg, subúrbio de Berlim. Ele foi o segundo de três filhos do médico Armand Hückel (1865–1929). Seus irmãos foram Walter Hückel (1895-1973), professor de química orgânica e Rudi Hückel (1899-1949), médico. Um de seus bisavôs foi o famoso botânico Carl Friedrich von Gärtner (1772-1850) e um de seus tataravôs foi Joseph Gaertner (1732-1791), botânico e professor em São Petesburgo. Hückel foi casado com Anne Marie Zsigmondy, filha do ganhador do Prêmio Nobel de química  Richard Zsigmondy, e com ela teve quatro filhos.
Hückel estudou física e matemática entre 1914 e 1921 na Universidade de Göttingen. Quando obteve seu doutorado, tornou-se professor assistente em Göttingen, mas logo seguiu para Zurique, onde foi assistente de Peter Debye. Foi lá que ele e Debye desenvolveram sua teoria de soluções eletrolíticas (teoria de Debye-Hückel), elucidando o comportamento de eletrólitos fortes e explicando sua condutividade através das forças interiônicas.
Depois de ficar na Inglaterra em 1928 e na Dinamarca em 1929, trabalhando por um curto período com Niels Bohr, Hückel ingressou na faculdade de Technische Hochschule em Stuttgart. Em 1935, mudou-se para a Universidade de Marburg, onde finalmente foi nomeado Professor Pleno um ano antes de sua aposentadoria, em 1961. Foi membro da Academia internacional de ciência molecular quântica.
Hückel ficou famoso por desenvolver métodos simplificados de mecânica quântica para tratar moléculas orgânicas insaturadas. Em 1930 ele propôs uma teoria de separação σ/π para explicar a rotação restrita de alcenos (compostos que contém uma dupla ligação C=C). Este modelo estendeu a interpretação de 1929 da ligação no oxigênio triplete feita por Lennard-Jones.
De acordo com Hückel, apenas a ligação σ do eteno é simétrica em relação ao eixo C-C, enquanto que a ligação π não é; este fato restringe a rotação. Em 1931 ele generalizou suas análises formulando as descrições da teoria de ligações de valência e o orbital molecular de benzeno e outros hidrocarbonetos aromáticos. Apesar de serem, sem dúvida, um dos pilares da química orgânica, os conceitos de Hückel permaneceram ignorados por duas décadas, principalmente por causa da sua dificuldade em comunicar-se. A famosa regra de Hückel 4n+2 para determinar se um composto cíclico com ligações C=C possui propriedades aromáticas foi apresentada claramente pela primeira vez por William von Eggers Doering em 1951, em um artigo sobre a tropolona. A tropolona foi reconhecida como uma molécula aromática por Michael J. S. Dewar em 1945.
Em 1936 Hückel desenvolveu a teoria dos birradicais de conjugação π (moléculas conjugadas que não são representadas pelas estruturas de Kekulé). O primeiro exemplo, conhecido como hidrocarboneto de Schlenk-Brauns, foi descoberto no mesmo ano. O crédito pela explicação de tais birradicais é geralmente atribuído a Christopher Longuet-Higgins, em 1950.
Em 1937 Hückel refinou seu método de orbitais moleculares para moléculas orgânicas insaturadas. Ainda hoje o método é usado como uma aproximação, apesar de ter sido sucedido pelo método Pariser–Parr–Pople (PPP), mais preciso, em 1953. O "método de Hückel estendido" (EHT) teve suas origens no trabalho de William Lipscomb e Roald Hoffmann para moléculas não polares em 1963.

## Outras referências
1. E. Hückel, "Zur Quantentheorie der Doppelbindung (Teoria quântica das ligações duplas)", Z. Physik, 1930, 60, 423.
2. E. Hückel, "Quantum-theoretical contributions to the benzene problem. I. The electron configuration of benzene and related compounds", Z. Physik, 1931, 71, 204-86.
3. E. Hückel, "Quantum theoretical contributions to the problem of aromatic and non-saturated compounds", Z. Physik, 1932, 76, 628.
4. E. Hückel, "The theory of unsaturated and aromatic compounds", Z. Elektrochem. Angew. Physik. Chem., 1937, 42, 752 e 827.
5. E. Hückel, "Theory of the magnetism of so-called biradicals", Z. Physik. Chem., 1936, B34, 339.
6. R. Pariser, R. G. Parr, "A semi-empirical theory of the electronic spectra and electronic structure of complex unsaturated molecules", J. Chem. Phys., 1953, 21, 466-71
7. J. A. Pople, "Electron interaction in unsaturated hydrocarbons", Trans. Faraday Soc., 1953, 49, 1375-85.